# Медична фізика
Медична фізика — сучасний напрямок науки й техніки, що вирішує медичні завдання, пов'язані з розробкою фізичних основ методів лікування, діагностики і створення апаратури, фізичної за конструкцією та медичної за прикладним застосуванням.

## В освіті
У багатьох медичних вишах працюють спеціалізовані кафедри з медичної фізики:
- Кафедра медичної та біологічної фізики Національного медичного університету імені О. О. Богомольця[1]
- Кафедра біологічної фізики, медичної апаратури та інформатики Вінницького національного медичного університету імені Миколи Пирогова[2]
- Кафедра медичної фізики діагностичного та лікувального обладнання ННІ моделювання та аналізу патологічних процесів Тернопільського державного медичного університету імені І. Я. Горбачевського
- Кафедра медичної інформатики, медичної і біологічної фізики Української медичної стоматологічної академії[3]
- Кафедра медичної фізики, біофізики та вищої математики Запорізького державного медичного університету[4]
- Кафедра медичної фізики Фізичного факультету Київського Національного Університету імені Тараса Шевченка[5]

## Міжнародний день медичного фізика
Міжнародний день медичного фізика (International Day of Medical Physics) відзначається 7 листопада.  · 
Тема 2020 року: «Медичний фізик як фахівець в галузі охорони здоров'я».